# مته‌سوسک‌واران
مته‌سوسک‌واران (نام علمی: Bostrichoidea) نام یک بالاخانواده از فروراسته مته‌سوسک‌ریختان است.